# ایلیوشین ایل-۱۰
ایلیوشین-۱۰ (به انگلیسی: Ilyushin Il-10) یک هواپیمای ساختِ کارخانهٔ ایلیوشین است که در سال ۱۹۴۴ ساخته شد. نخستین استفاده‌کنندهٔ این هواپیما نیروی هوایی شوروی بوده‌است. این هواپیما در ۱۸ آوریل ۱۹۴۴ میلادی نخستین پرواز خود را انجام داد.